# 费热尔
费热尔（法語：Feigères，法語發音：[fɛʒɛʁ]）是法国上萨瓦省的一个市镇，属于圣于连昂热讷瓦区。

## 地理
费热尔（46°6'46"N, 6°4'50"E）面积7.66 平方千米，位于法国奥弗涅-罗讷-阿尔卑斯大区上萨瓦省，该省份为法国东部省份，历史上为薩伏依的一部分，北与瑞士接壤，西接安省，南至萨瓦省，东与瑞士和意大利接壤。
与费热尔接壤的市镇（或旧市镇、城区）包括：圣于连昂热讷瓦、博蒙、内当、普雷西伊、维里。

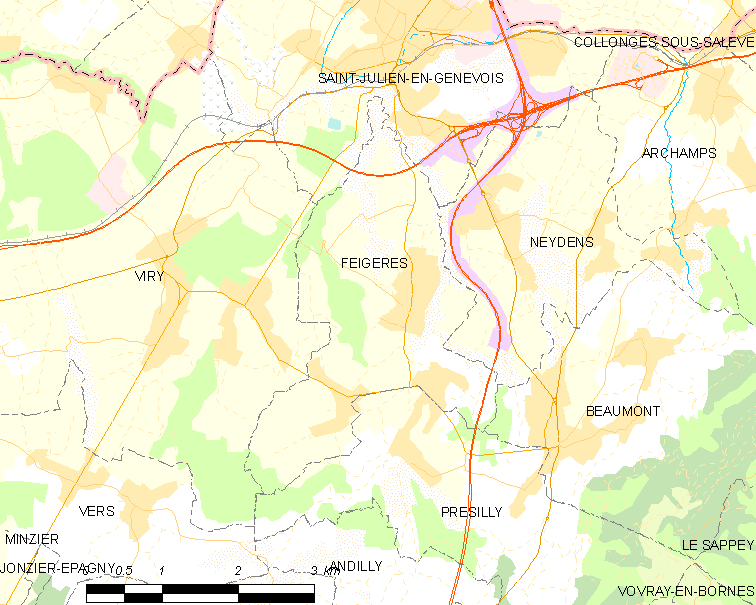
费热尔的OSM定位图

费热尔的时区为UTC+01:00、UTC+02:00（夏令时）。

## 行政
费热尔的邮政编码为74160，INSEE市镇编码为74124。

## 政治
费热尔所属的省级选区为圣于连昂热讷瓦县。

## 人口

1962-2008年间费热尔人口变化图示

费热尔于2022年1月1日时的人口数量为1842人。